# Krusskräppa
Krusskräppa (Rumex crispus) är en flerårig ört tillhörande familjen slideväxter.

## Utseende
Krusskräppan kan bli mellan 60 och 150 centimeter hög. Bladen sitter parvis glest utefter stängeln. De är långsmala och blir mellan 5 och 25 centimeter långa och fyra eller fem gånger så långa som breda. Rosettbladen intill marken har en tydligt vågig kant. Det är dessa som är anledningen till ordledet krus-, crispus på latin.
Under högsommaren är växten grön, men mot hösten torkar hela plantan och blir till slut mörkt brun.
Arten blommar mellan juli och augusti. Blommorna sitter i täta blomknippen och liknar inte det man i vardagligt tal kallar för blomma. Varje blomma har 3 pistiller och 6 ståndare, som göms av 6 gröna hylleblad, varav de tre inre växer sig större och omsluter hela den trekantiga nöten efter blomningen. Vart och ett av dessa tre inre hylleblad har en knöl på mitten, ett viktigt karaktärsdrag som kan användas för att skilja arten ifrån gårdsskräppa.
Spridning av växten underlättas av blommans udda utformning, som gör att den kan flyta på vatten, och att den lätt fastnar i pälsen hos kringströvande djur.
Stjälken är rundad och kan, precis som bladen, ibland få en rödaktig ton. 
Krusskräppa kan möjligen förväxlas med gårdsskräppa. Krusskräppa har emellertid glesare blomställning än gårdsskräppa, som dessutom saknar krusskräppans karaktäristiska knöl på insidan av hyllebladen.

## Varieteter
Ibland skiljer man ut varieteter inom arten:
- Vanlig krusskräppa, Rumex crispus var. crispus
- Rumex crispus var. fauriei (Rech.f.) Reveal, 2012
- Rumex crispus var. mexicanus M.Martens & Galeotti, 1843
- Rumex crispus var. odontocarpus Sándor ex Borbás, 1879
- Rumex patientia var. crispus (L.) Kuntze, 1891
- Ölandsskräppa, Rumex crispus var. oelandicus Hyl.

Ölandsskräppa känns igen genom att dess blommor är mindre än förväxlingsarternas, och att inre hyllet saknar knölar.

## Hybrider[1]
Varieteter av krusskräppa kan ibland bilda hybridier med tomtskräppa, Rumex obtusifolius L.
- Rumex britannica × Rumex crispus Mycket sällsynt, delvis steril.
  - Synonym: Rumex ×‌ dissimilis Rech.f.
- Rumex conglomeratus × Rumex crispus
- Rumex crispus × Rumex longifolius. Mycket sällsynt.
- Rumex hydrolapathum × Rumex crispus
- Rumex ×‌ pratensis Mert. & Koch. Sällsynt, delvis steril
  - Synonym: Rumex crispus × Rumex obtusifolius

## Habitat
Ursprunglig i hela Europa, sydvästra Asien och delar av Afrika.
I Sverige var kruskräppa egentligen inte ursprunglig, men finns nu förvildad från försök med nya grödor för betande djur. Nötkreatur m fl äter kruskräppa till nöds om det är ont om bättre föda. Hästar ratar emellertid kruskräppa helt.
Inom Norden finns krusskräppan både vid kustmark och längre inåt landet. Längs kusterna förekommer den något längre norrut än inåt landet.
Den är mycket vanlig i Danmark, Sverige söder om Stockholm. I Finland förekommer ännu lite längre norrut. I Norge når den 700 m ö h. Den förekommer nästan inte alls i de norska och svenska fjälltrakterna och inte heller i Norrlands inland. Den finns dock längs i stort sett hela Bottniska vikens kust.
Krusskräppa förekommer som introducerad art främst i södra Kanada, samtliga USA:s delstater samt i Puerto Rico.
I viss utsträckning har kruskräppa introducerats även till södra Sydamerika, Nya Zeeland och Australien. 
På några håll har den blivit invasiv och bekämpas, exempelvis med harvning till minst 20 cm djup.

### Utbredningskartor
- Norden
- Norra halvklotet 
  - Ej ursprunglig i Nordamerika

## Biotop
Växer ofta vid vägkanter, banvallar, kring gårdar, i områden med ruderatmark, på äldre vallar och fuktig näringsrik mark.

## Etymologi
- Rumex var det namn Linné valde för släktet, inspirerad av det namn som Plautus använde för denna växt.
- Artepitetet crispus är latin och betyder krusig. Detta avser bladens kanter.

## Användning
Förr i tiden användes dekokt av krusskräppa som dryck för att bota dysenteri (äldre benämning rödsot). En annan användning var  utvärtes behandling av skabb med mosade växtdelar av krusskräppa.
Unga skott går att äta i ej alltför stor mängd. Vid stora intag kan urinsystemet skadas och ge upphov till njursten.
Kruskräppa innehåller både de nyttiga ämnena retinol (A-vitamin) och protein. Allt eftersom plantan blir äldre får den dock en allt bittrare smak.
Den bittra smaken kan urlakas genom förvällning i kokande vatten, som upprepas flera gånger.
En gammal erfarenhet är att svedan efter att ha blivit bränd av brännässlor mildras genom gnuggning av huden vid det svidande stället med blad av krusskräppa.
Alternativmedicinen och homeopati använder kruskräppa för behandling av diverse sjukdomar.

### Verksamma ämnen
- Oxalsyra och oxalater (25 %)
- Tanniner (7 – 15 %
- Järnföreninar (1,5 %)
- Anthraquinone, C6H4(CO)2C6H4 (summaformel C14H8O2) Varning: Hälsofarlig
- Flavonoider, t.ex. 
  - cathecol, C6H6O2 Varning: Giftigt att svälja, kanske cancerframkallande, irriterande på hud, svår irritation i ögonen, misstänkt genetisk effekt
  - quercitin, C15H10O7 Varning: Giftigt om mycket sväljt, irriterande om måttligt sväljt
  - vitexin, C21H20O10 Ofarligt
- Retinol (A-vitamin), i stora doser irriterande
- Askorbinsyra (C-vitamin) Ofarligt
- "Trazas de aceites esenciales" (Spanska)

I små mängder är dessa ämnen harmlösa, eller rent av önskvärda, (såsom vitaminer), men i stora mångder kan de vara irriterande eller rent av giftiga. 

## Artens namn

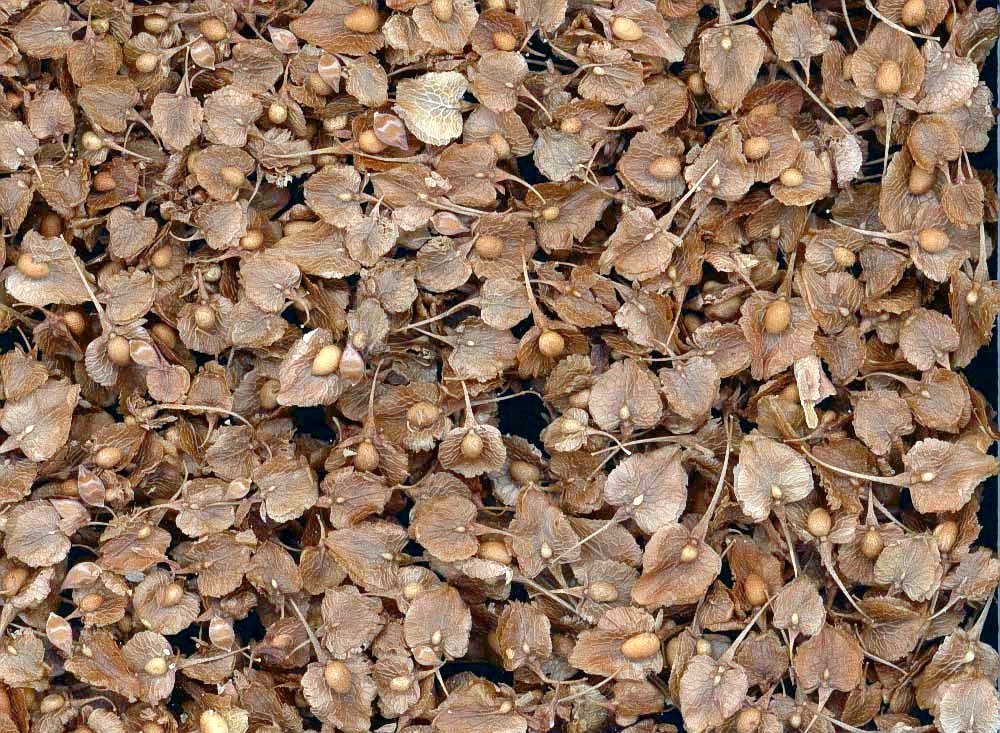
"Låtsaskaffe"

Har tidigare även kallats för krussyra och svinsyra. Många barn använde förr i tiden den torkade bruna plantans blommor som låtsaskaffe och därför känner en del till arten under smeknamnet kaffeväxt.

## Bilder

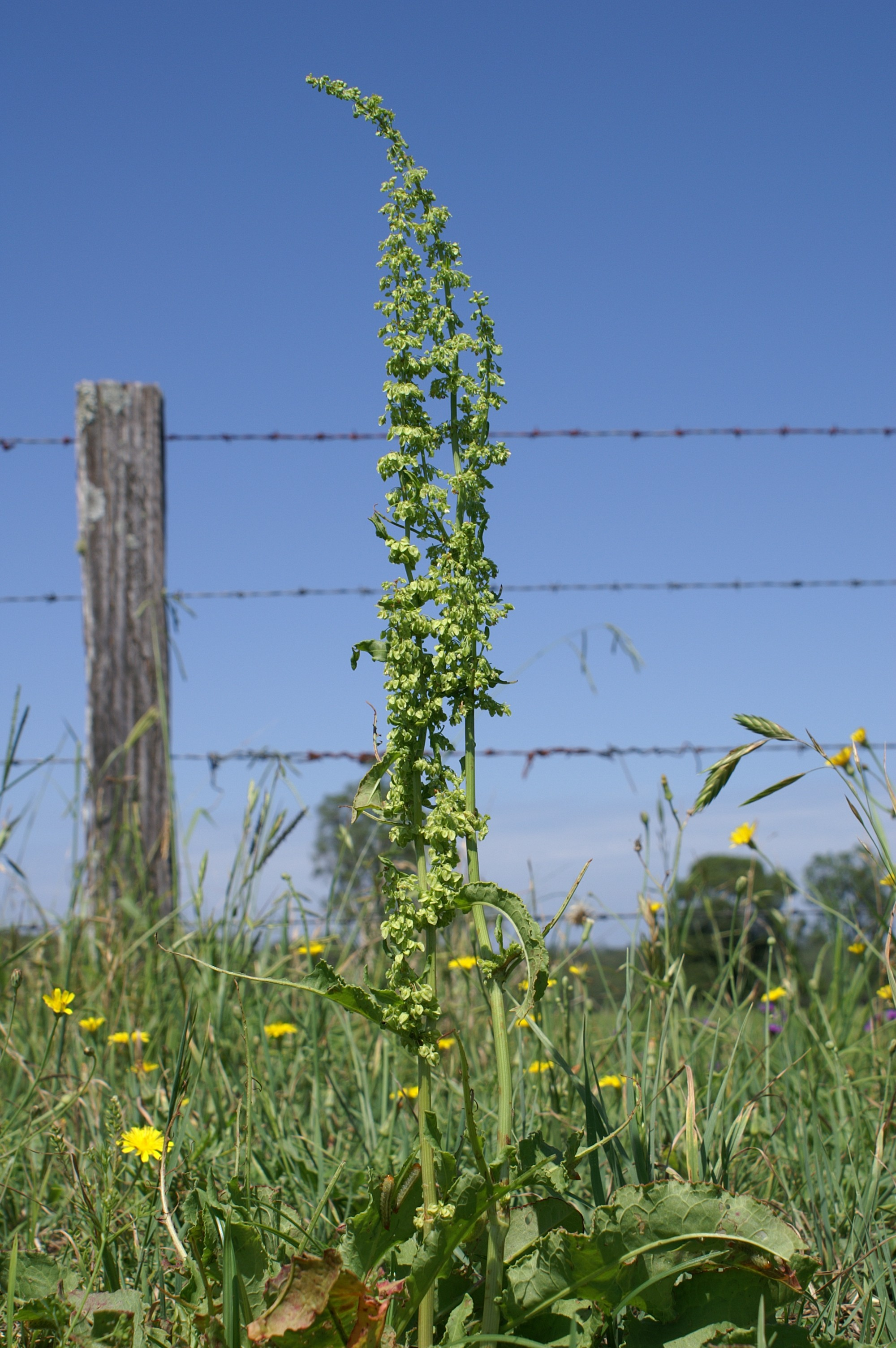
Grön under högsommaren
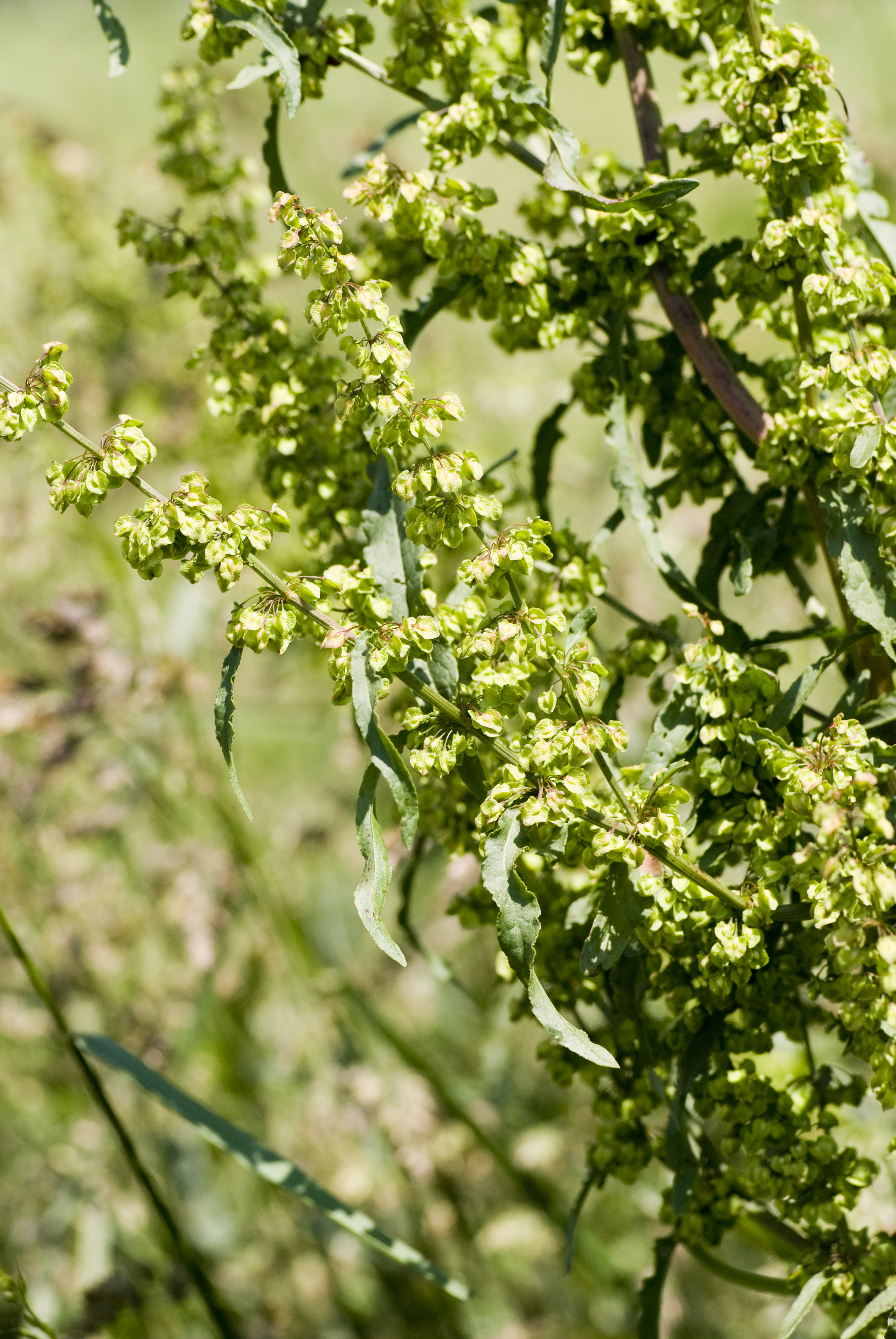
Blommande kruskräppa
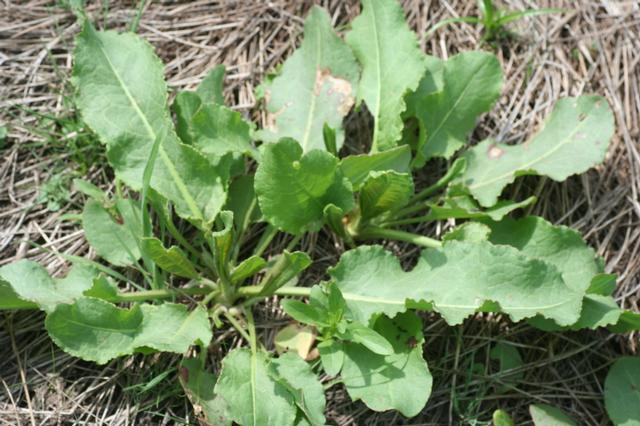
Rosettblad intill marken Det är här som de krusiga bladen finns.
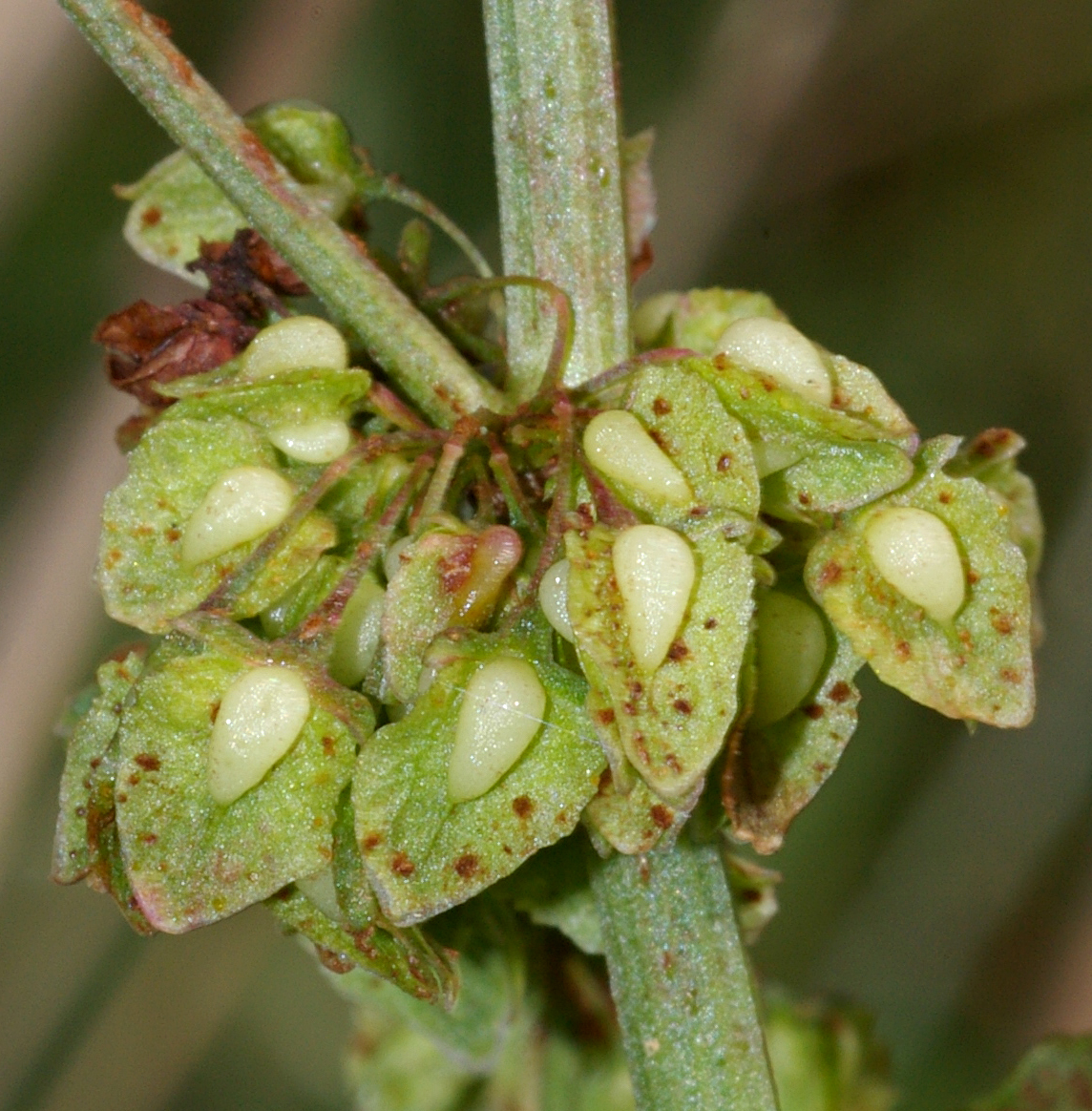
Omogna frukter
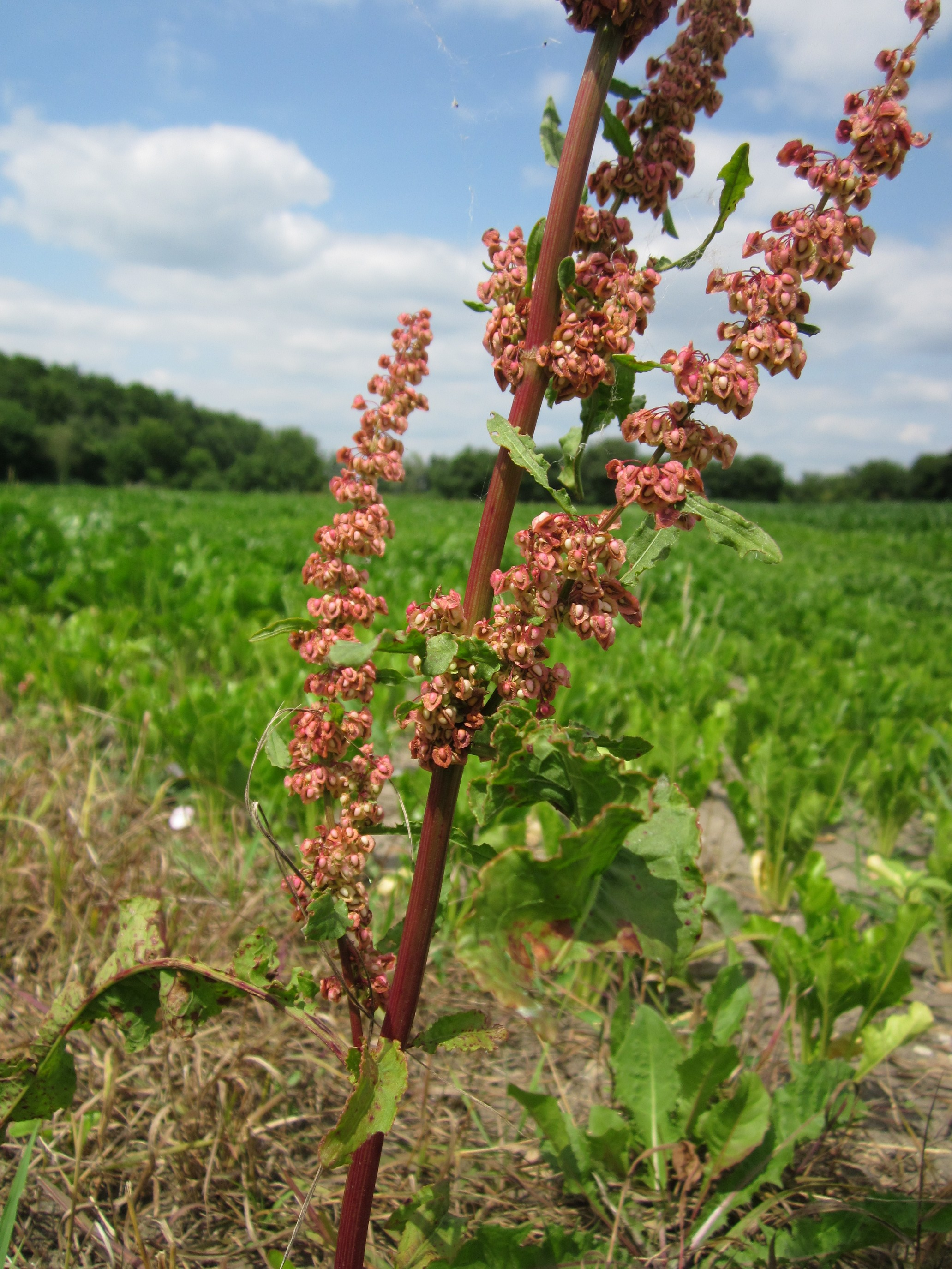
Mot slutet av sommaren börjar stängeln anta en allt mörkare brun färg för att på hösten bli mörkt brun
Hybrid Oklart huruvida Rumex conglomeratus × Rumex crispus eller Rumex hydrolapathum × Rumex crispus
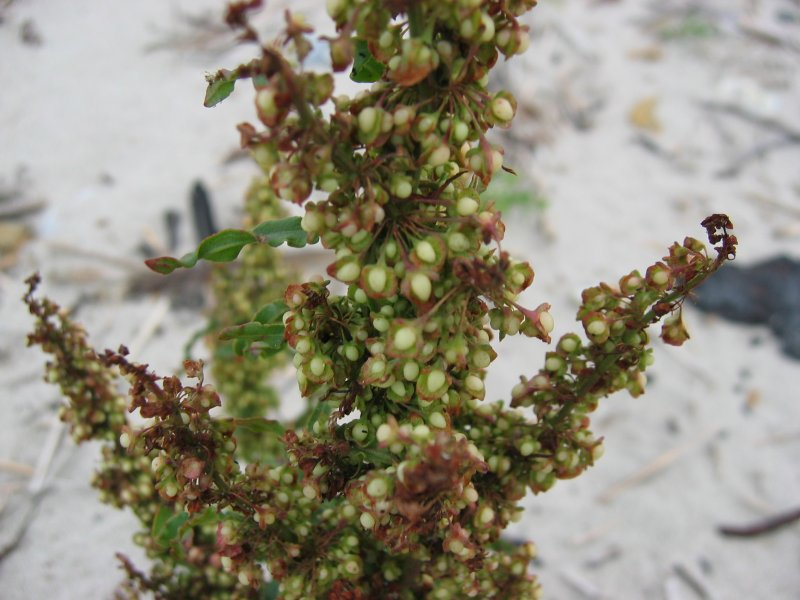
Detaljförstoring av hybridbilden
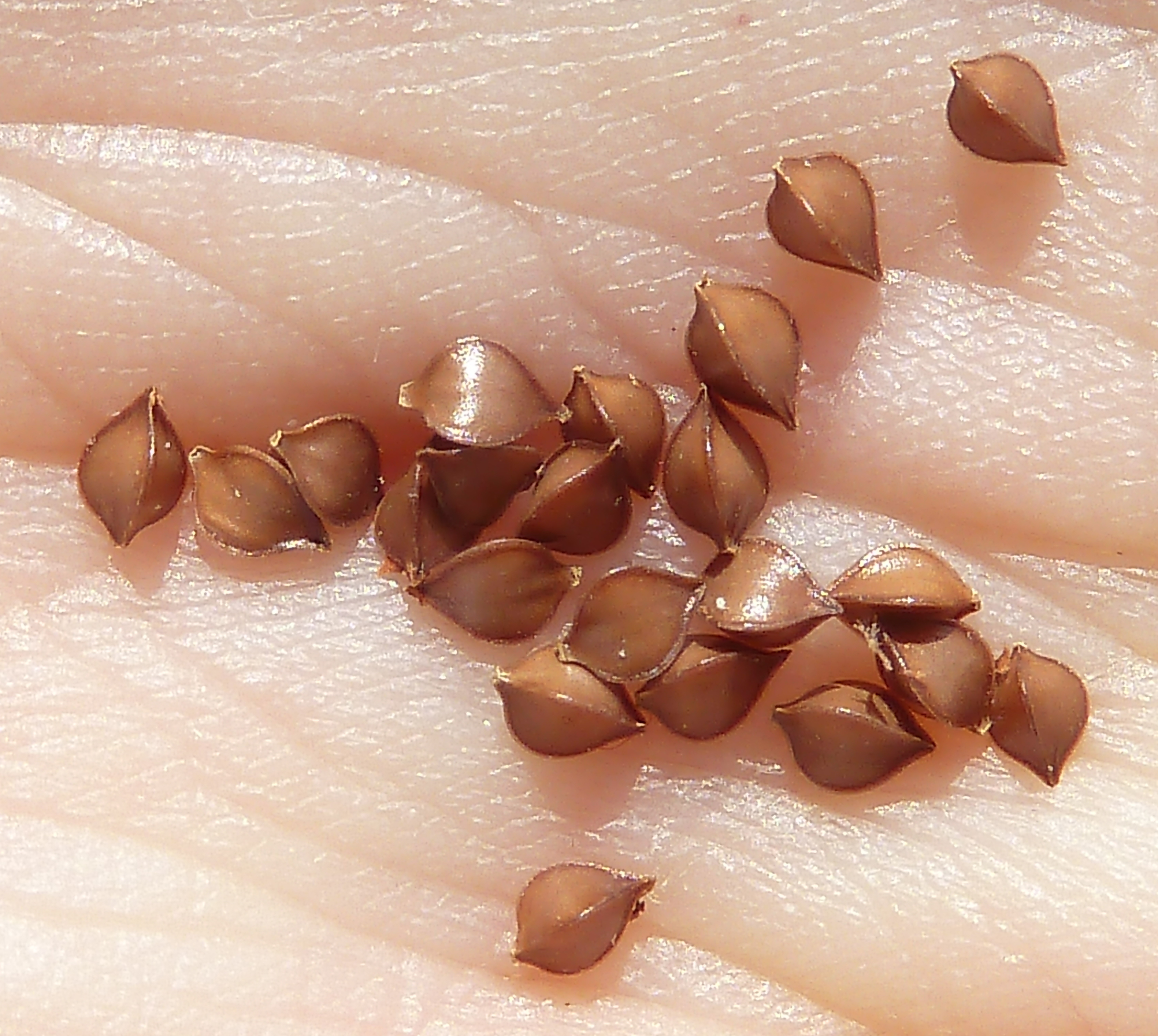
Frön Storlek 2 — 3 mm

- Hybrid
Oklart huruvida
 Rumex conglomeratus × Rumex crispus
eller
Rumex hydrolapathum × Rumex crispus
- Detaljförstoring av hybridbilden
- Frön
Storlek 2 — 3 mm